# Mária Lujza Sarolta Bourbon–parmai hercegnő
Mária Lujza Sarolta Bourbon–parmai hercegnő (olaszul Maria Luisa (Luigia) Carlotta di Borbone, Principessa di Parma), németül Maria Louisa Charlotte von Bourbon–Parma (Barcelona, 1802. október 2. – Róma 1857. március 18.), a Bourbon-ház parmai ágából származó spanyol infánsnő, parmai hercegnő, 1815-től luccai hercegnő. 1825-től Miksa szász királyi herceg második felesége, ennek révén a Szász Királyság trónörökös hercegnéje. Háromszor ment férjhez, kétszer özvegyült meg.

## Élete

### Származása
Mária Lujza Sarolta infánső 1799. december 22-én született Barcelona közelében, a tengeren.
Édesapja a Bourbon-ház parmai ágából származó Lajos (Lodovico) Ferenc Filibert Bourbon–parmai herceg (1773–1803) volt, 1801-től Etruria királya, I. Ferdinánd parmai herceg és Mária Lujza Erzsébet francia királyi hercegnő (Marie-Louise-Élisabeth de France, 1727–1759) fia, XV. Lajos francia király unokája.
Édesanyja a Bourbon-ház spanyol ágából való Mária Lujza Jozefa infánsnő (1782–1824) volt, IV. Károly spanyol király és Mária Lujza Bourbon–parmai hercegnő leánya, III. Károly spanyol király unokája, 1801–1803 között Etruria királynéja, majd régense.
Egyetlen bátyja volt, Károly Lajos herceg (1799–1883), az Etruriai Királyság trónörököse, 1803–1807-ig Etruria királya, 1824–1847 között Lucca uralkodó hercege, 1847–49 között Parma uralkodó hercege, aki 1820-ban Mária Terézia szárd királyi hercegnőt (1803–1879), I. Viktor Emánuel szárd–piemonti király leányát vette feleségül.
Nagyapjának, I. Ferdinánd hercegnek országát, Parma, Piacenza és Guastalla hercegségeit 1799-ben elfoglalta a Bonaparte tábornok által vezetett francia forradalmi hadsereg. 1801-ben az aranjuezi szerződésben Bonaparte megegyezett a spanyol Bourbonokkal, hogy a Parmai Hercegség a Francia Köztársaságra száll, cserébe a spanyol Bourbon-ház megkapja az Etruriai Köztársaság helyén kreált új Etruriai Királyság trónját, amelynek első uralkodója Ferdinánd fia, Lajos Bourbon–parmai herceg lett, akit 1801. május 25-én Párizsban beiktatták méltóságába. Mária Lujza Jozefa infánsnő Etruria királynéja lett.
1802 őszén Mária Lujza Jozefa királyné férjével együtt – már várandósan – hazautazott Spanyolországba, hogy részt vegyen két testvének egyidőben tartott esküvőjén. Mária Lujza Sarolta hercegnő október 2-án, közvetlenül Barcelonába érkezésük előtt, a hajó fedélzetén született meg. A megpróbáltatások ellenére szülei részt vettek a kettős esküvőn.
Apai felmenőinek jogán Mária Lujza Sarolta hercegnő spanyol infánsnői rangot is viselt. Nyomban megszületése után, még 1802-ben felavatták a spanyol királyi Mária Lujza királyné-rend hölgytagjává (Dama de la Real Orden de la Reina María Luisa), emellett csillagkeresztes hölgy is lett (Dama dell’Ordine della Croce Stellata).

### Hányatott gyermekkora
Apja, Lajos király 1803 májusában meghalt, trónját kiskorú fia, Károly Lajos herceg, Mária Lujza Sarolta bátyja örökölte, nevében 21 éves özvegy édesanyjuk régensként kormányozta Etruriát. 1807 végén Napóleon császár megszüntette az Etruriai Királyságot, a családot kiutasította Firenzéből. Mária Lujza Jozefa infánsnő gyermekeivel együtt hazatért Spanyolországba apjához, IV. Károly királyhoz. 1808-ban a franciaellenes felkelés nyomán IV. Károly királyt lemondatták. Fia, VII. Ferdinánd, Mária Lujza Jozefa öccse kiutasította özvegy nővérét országából, mert Napóleon ügynökének tartotta őt.
A lemondatott spanyol királyi család tagjainak Napóleon Fontainebleau-t jelölte ki lakóhelyül. Mária Lujza Sarolta hercegnő is itt élt anyjával, bátyjával és nagyszüleivel. Anyja és bátyja 1811-ben Angliába akart szökni, de letartóztatták, és Rómában bebörtönözték őket. A 9 éves Mária Lujza Sarolta infánsnőt nagyapja, IV. Károly király gondozására bízták. Az infánsnő csak 3 évvel később, 1814-ben találkozhatott anyjával, amikor Joachim Murat marsall csapatai bevonultak Rómába.
A Bécsi Kongresszus helyreállította a Toszkánai Nagyhercegséget, és elismerte Mária Lujza Sarolta bátyjának, a kiskorú Károly Lajos hercegnek trónigényét Parma, Piacenza és Guastalla hercegségeire, amelyet azonban Mária Lujza francia császárnénak adtak életfogytig tartó birtoklásra. A parmai Bourbonoknak a Bécsi Kongresszus ideiglenesen a Luccai Hercegséget adta. Mária Lujza Sarolta itt élt anyjával és bátyjával. Özvegy anyja 1824-ben bekövetkezett haláláig kormányozta a hercegséget, ezt követően Mária Lujza Sarolta bátyja, Károly Lajos lett Lucca uralkodó hercege (I. Károly néven).

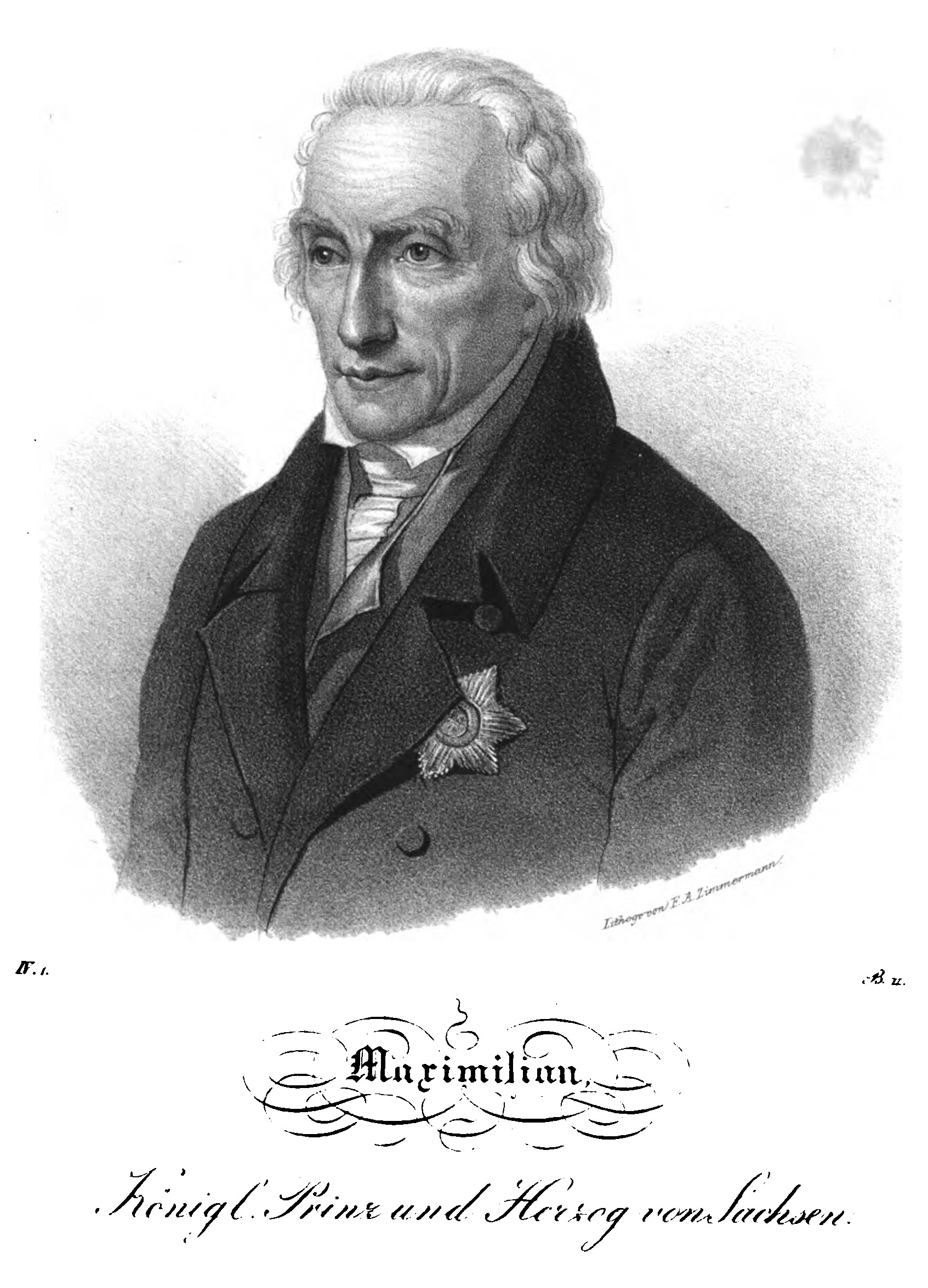
Miksa szász királyi herceg

### Első házassága
A 23 éves Mária Lujza Sarolta hercegnő 1825. november 15-én Luccában képviselők útján (per procurationem) házasságot kötött a katolikus Wettin-házból származó, 66 éves Miksa szász királyi herceggel (1759–1838), Frigyes Keresztély szász választófejedelem (1722–1763) és Mária Antónia Walpurgis bajor hercegnő (1724–1780) legfiatalabb, ötödik fiával, III. Ágost lengyel király unokájával, I. Frigyes Ágost szász király öccsével, a Szász Királyság kijelölt trónörökösével, aki 21 évvel korábban, 1804-ben özvegyült meg. Miksa első felesége Mária Lujza Sarolta tulajdon nagynénje, Karolina Mária Bourbon–parmai hercegnő (1770–1804) volt, apjának, I. Lajos etruriai királynak legidősebb nővére, aki 7 gyermeket szült urának.
Az ünnepélyes esküvőt mindkét fél személyes részvételével 1825. november 7-én Drezdában, a Szász Királyság fővárosában tartották. Miksa herceg 43 évvel idősebb volt második feleségénél. E házasságból nem születtek utódok. Az új trónörökösné részt vett elhalt nagynénje, Karolina Mária hercegné gyermekeinek – tulajdon unokatestvéreinek – nevelésében.
Az 1830–31-es zavargások idején Miksa trónörökös herceg lemondott trónigényéről legidősebb fia, Frigyes Ágost herceg javára, aki társuralkodónak neveztek ki az idős Antal király mellé. A Szász Királyság alkotmányos monarchiává alakult. Antal király halála (1836) után unokaöccse, Miksa herceg fia lépett Szászország trónjára II. Frigyes Ágost néven. Két évvel később, 1838. január 3-án, 78 éves korában Miksa koronaherceg elhunyt.

### Második és harmadik házassága
Első férjének elhunyta után az özvegy hercegné visszavonult Rómába. 11 évvel később rangon aluli (morganatikus) házasságot kötött Ferdinando de’ Rossi gróffal (1798–1854). A titkos esküvőt 1849. július 22-én tartották Rómában.

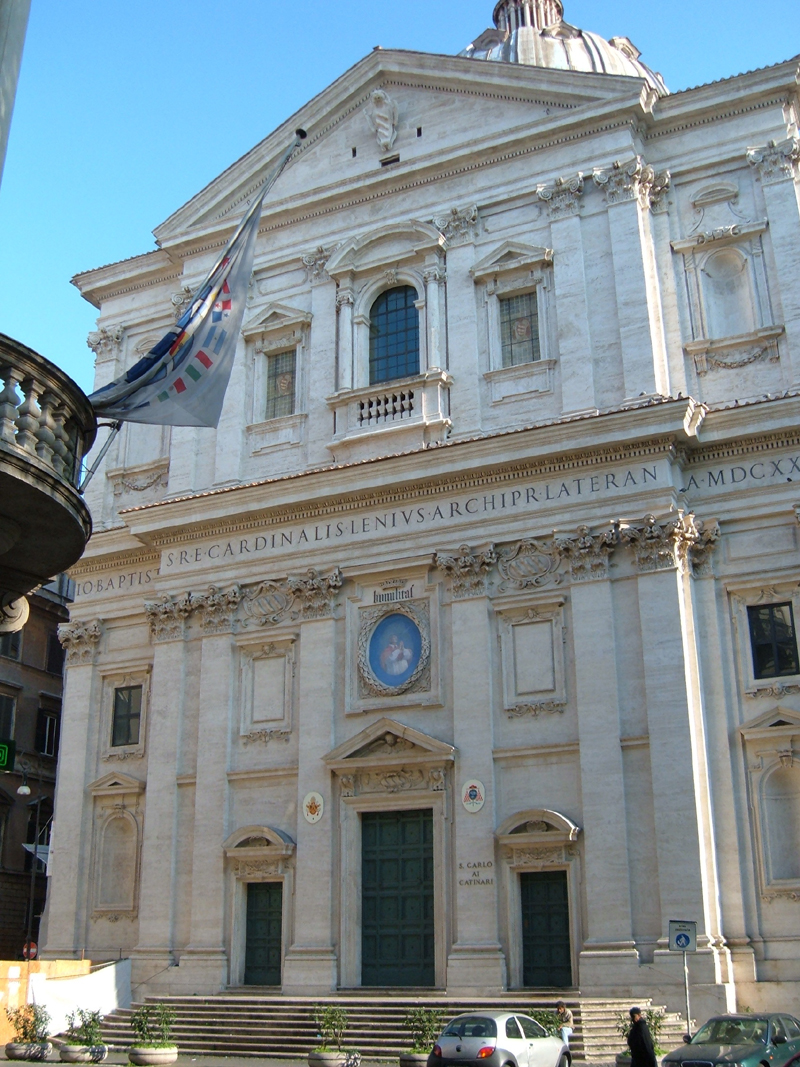
A San Carlo ai Catinari templom Rómában

1854-ben másodszor is megözvegyült. A következő évben harmadszor is férjhez ment, ismét rangon alul. Harmadik férjével, Giovanni Vimercatival, Sanseverino grófjával (1788–1858) is titokban esküdtek meg Rómában, 1855. február 19-én. Csak 2 évig élhettek együtt. Mária Lujza Sarolta grófné, parmai hercegnő 1857. március 18-án, 54 éves korában Rómában elhunyt. A római San Carlo ai Catinari templom kriptájában temették el. Levelezését, irattárát a Szász Állami Levéltár őrzi Drezdában (12551. szám alatt).

## Emléke
A drezdai Antonstadt–Äußere Neustadt városrészben utcát neveztek el róla (Louisenstraße).

## Külső hivatkozások
- Családi, életrajzi adatai
- A parmai Bourbonok családfái.[halott link]
- Családi, életrajzi adatai Archiválva 2012. november 4-i dátummal a Wayback Machine-ben.
- Családi adatai (Royaltyguide)